# Роман Киржацький
Святий Роман Киржацький, преподобний, чудотворець (рос. Преподобный Роман Киржачский, † 29 липня / 11 серпня, 1392 р., м. Киржач, Володимирської області, Росія) — руський святий, ігумен, учень святого Сергія Радонежського. Преподобні Сергій і Роман в лісах Володимирської губернії при річці Киржач побудували храм на честь Благовіщення Пресвятої Богородиці і заснували там нову чернечу обитель у 1371 році. В рукописних святцях преподобний згадується в числі святих і називається чудотворцем.
Про його походження немає жодних відомостей. Рукоположений в священний сан святителем Алексієм. Через незгоди, які виникли в Радонежському монастирі внаслідок небажання частини братії мати ігуменом преподобного Сергія, святий Сергій вирішив відійти разом із преподобним Романом у Покровські ліси й поселитися поблизу села Киржач (Покровського уїзду Володимирської губернії). Тут вони заклали основи Введенського Киржацького монастиря. Повернувшись потім в обитель за проханням митрополита Алексія і другої частини братії, преподобний Сергій доручив преподобному Роману закінчувати влаштування нового монастиря. Роман влаштував обитель, був її першим настоятелем і служив братії прикладом подвижницького життя. Мощі преподобного Романа спочивали під спудом в Благовіщенському храмі Киржацької обителі (який згодом став соборним храмом міста Киржача).
В 1997 році були віднайдені святі мощі преподобного Романа Киржацького і було освячено храм-усипальницю в підклетті Благовіщенського собору на честь його святого імені.
- 11 серпня — день пам'яті Романа Киржацького